# مالت
مالت 
(به مالتی: Malta) با نام رسمی جمهوری مالت 
(به مالتی: Repubblika ta' Malta) کشور جزیره‌ای در جنوب اروپا در مرکز دریای مدیترانه است. این کشور از مجمع‌الجزایر کوچکی تشکیل شده و پایتخت آن، شهر والِتا می‌باشد.
مالت در ۸۰ کیلومتری (۵۰ مایلی) جنوب ایتالیا، ۲۸۴ کیلومتری (۱۷۶ مایلی) شرق تونس و ۳۳۳ کیلومتری (۲۰۷ مایلی) شمال لیبی قرار دارد. کشور مالت با بیش از ۳۱۶ کیلومتر مربع (۱۲۲ مایل مربع) مساحت و با جمعیتی کمتر از ۴۵۰ هزار نفر، یکی از کوچک‌ترین و پرتراکم‌ترین کشورها از نظر جمعیتی در جهان است.
پایتخت مالت، والتا تنها ۰٫۸ کیلومتر مربع مساحت دارد که کوچک‌ترین پایتخت ملی در اتحادیه اروپا از نظر مساحت است. بزرگ‌ترین شهر مالت شهر بیرکیرکارا و مرکز اقتصادی اصلی کشور، شهر سلیمه است. مالت دارای دو زبان رسمی مالتی و انگلیسی است. زبان مالتی به عنوان زبان ملی نیز شناخته می‌شود. مالتی تنها زبان سامی است که در اتحادیه اروپا رسمیت دارد. بیشتر مردم مالت قادر به درک و صحبت به زبان ایتالیایی نیز هستند.
مالت از حدود ۵۹۰۰ سال پیش از میلاد مسکونی بوده است. موقعیت آن در مرکز مدیترانه به لحاظ تاریخی اهمیتی راهبردی به آن به عنوان یک پایگاه دریایی اعطا کرده است.
فنیقی‌ها، کارتاژها، یونانی‌ها، رومی‌ها، بیزانس‌ها، سیسیلی‌ها، نورمان‌ها، پادشاهی سیسیل، هابسبورگ‌های اسپانیا، شوالیه‌های هوسپیتالر، ترک‌ها، فرانسوی‌ها و انگلیسی‌ها همگی در دوره‌ای بر این جزیره تسلط داشته‌اند و تأثیراتی از خود بر فرهنگ مالت بر جای گذاشته‌اند.
مالت در سال ۱۸۱۵، در طول جنگ، از مستعمرات بریتانیا بود و به عنوان ایستگاهی مهم برای کشتی‌ها و مقر ناوگان دریایی مدیترانه‌ای انگلیس عمل می‌کرد. این جزیره در جبهه متفقین در جنگ جهانی دوم نقش مهمی ایفا کرد و به این خاطر جرج ششم به خاطر شجاعت ساکنان مالت در جریان محاصره این جزیره توسط نیروهای آلمانی و ایتالیایی، صلیب جرج را به مالت اعطا کرد. صلیب جرج همچنان بر پرچم ملی مالت دیده می‌شود.
پس از مذاکرات شدید، پارلمان بریتانیا در سال ۱۹۶۴ قانون استقلال مالت را تصویب کرد. این کشور در سال ۱۹۷۴ به جمهوری تبدیل شد. مالت از زمان استقلال از اعضای اتحادیه کشورهای مشترک‌المنافع و سازمان ملل متحد بوده و در سال ۲۰۰۴ به اتحادیه اروپا پیوست. مالت در سال ۲۰۰۸، بخشی از منطقه یورو شد.

## تاریخ

### فنیقی‌ها، کارتاژ و بیزانس
در حدود ۸۰۰ سال پیش از میلاد مسیح گروهی از مردمان فنیقی که سامی‌تبار بودند، از سرزمین مادری خود در شرق دریای مدیترانه به جزایر مالت کوچیدند. فنیقیها بازرگانان و دریانوردانی حرفه‌ای بودند و جزایر مالت برایشان اهمیت بسیاری داشت چرا که در شبکهٔ بازرگانی آن‌ها و در میان فنیقیه، سیسیل و کارتاژ (مهاجرنشین فینیقی در شمال آفریقا) قرار گرفته بود. در سال ۴۸۰ پیش از میلاد، مالت به بخشی از قلمرو کارتاژ تبدیل شد و تا سال ۲۱۸ پیش از میلاد از آن کارتاژ بود.
کارتاژی‌ها در نخستین جنگ کارتاژ (پونیک) (۲۴۱–۲۶۴ پیش از میلاد)، از جزایر مالت به عنوان پایگاهی دریایی در برابر رومیان استفاده کردند، در دومین جنگ کارتاژ (۲۰۱–۲۱۸ پیش از میلاد) امپراتوری روم جزایر مالت را گشود و پس از شکست کامل کارتاژ و فتح آن به دست رومیان در جنگ سوم کارتاژ (۱۴۶–۱۴۹پیش از میلاد)، جزایر مالت با فرستادن سفیرانی به رم اعلام استقلال کرد اما همچنان زمینه‌های فنیقی و کارتاژی خود را نگاه داشت.
در سال ۶۰ میلادی پولس مبلغ مسیحیت به مالت سفر کرد. در مدت سه ماه اقامت او در این سرزمین، مردم مالت به مسیحیت گرویدند. مردم مالت یکی از کهن‌ترین ملت‌های مسیحی جهان به‌شمار می‌آیند.
در میانهٔ سده‌های چهارم و نهم میلادی، مالت بخشی از امپراتوری بیزانس بود.

### سده‌های میانه
در سال ۸۷۰ میلادی جزایر مالت به دست اعراب مسلمان فتح شد. از مهم‌ترین تأثیر اعراب بر این سرزمین، می‌توان به زبان رایج در مالت اشاره کرد که بسیار به عربی نزدیک است.
در سدهٔ یازدهم میلادی، گروهی از نورمنهای اسکاندیناویایی‌تبار که به بخش‌هایی از غرب و جنوب اروپا تاخته بودند، به ایتالیا رسیدند و از همان‌جا به جزایر مالت دست‌اندازی کردند. رهبر نورمن، راجر یکم سیسیلی، مورد استقبال اسیران مسیحی قرار گرفت. حکومت نورمن‌ها بر مالت و سیسیل، یک سده به درازا انجامید.
جزیره مالت بخشی از پادشاهی جدید سیسیلی شد که علاوه بر مالت، بخش بزرگی از جنوب ایتالیا و جزیره سیسیلی را نیز در دست داشت. مسیحیت کاتولیک، دین جدید کشور مسیحیت کاتولیک شد. نورمن‌ها همچنین اثرات خود را با معماری نورمن نیز در جزیره جا گذاشتند به ویژه در پایتخت قدیمی مالت، مدینا.
در سال ۱۲۲۴ میلادی تمامی اعراب مسلمان از جزیره تبعید شدند و تمامی مردان مسیحی در شهر کلانو در همان سال به جزیره تبعید شدند. در همان سال فریدریش دوم، امپراتور مقدس روم، حکم تبعید یا مسیحی‌سازی مسلمانان ساکن مالت را صادر کرد.

### شوالیه‌های سنت جان

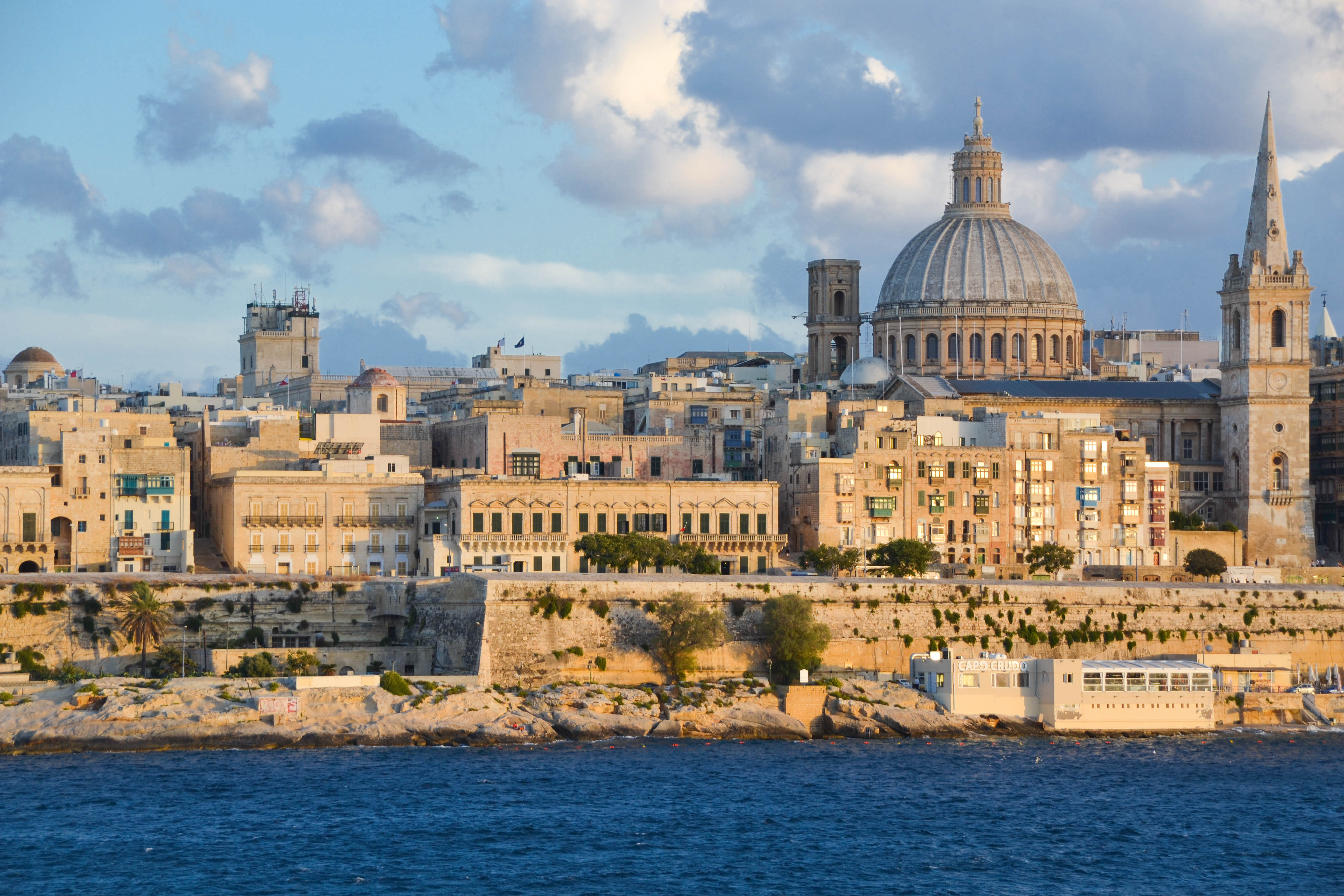
والتا، پایتخت مالت که به دست شوالیه‌های سنت جان بنا شد.

تا سدهٔ شانزدهم میلادی، جزایر مالت زیر نظر گروهی از فئودال‌ها (که کنت نشین مالت نامیده می‌شدند) اداره می‌شد. در سال ۱۵۳۰ میلادی، چارلز پنجم، فرمانروای امپراتوری مقدس روم در مرکز اروپا، جزایر مالت را به فرقه‌ای مسیحی بخشید که خود را شوالیه‌های سنت جان می‌نامیدند.

### ناپلئون و بریتانیا
در سال ۱۷۹۸ میلادی، ناپلئون بناپارت، جزایر مالت را فتح کرد و شوالیه‌های سنت جان را اخراج نمود. مردم مالت با پشتیبانی نیروهای بریتانیایی، بر فرانسویان شوریدند و در ۱۸۰۰ میلادی، مالت مستعمرهٔ بریتانیای کبیر گردید. نیروهای بریتانیایی در طول جنگ اول جهانی، از مالت به عنوان پایگاهی دریایی در برابر نیروهای متحدین استفاده کردند. در سال ۱۹۲۱، مالت به صورت یک دومینیون درآمد و پس از ۴۳ سال، استقلال کامل خود را از بریتانیا در سال ۱۹۶۴ باز پس گرفت و به جمهوری تبدیل گشت، هرچند نیروهای دریایی بریتانیا تا اول آوریل سال ۱۹۷۹ در جزایر مالت ماندند.

## جغرافیا
کشور مالت دربرگیرنده سه جزیره مسکونی به نام‌های مالت (Malta)، گُزو (Gozo)، و کومینو (Comino) و سه جزیره نامسکون کومینوتو (Cominotto) و فیلفلا (Filfla) و سنت پاول (St. Paul) است و در مرکز دریای مدیترانه قرار دارد. این جزایر روی‌هم‌رفته ۳۱۶ کیلومتر مربع پهناوری دارند و در ۹۳ کیلومتری جنوب جزیره سیسیل (ایتالیا)، ۲۹۰ کیلومتری شرق تونس و ۲۹۰ کیلومتری شمال لیبی قرار گرفته‌اند. بلندای این جزایر کم است و بلندترین نقطه آن که در کرانه‌های جنوب غربی جزیره اصلی مالت قرار گرفته، تازوتا (Ta'Zuta) نامیده می‌شود و ۲۵۳ متر از سطح دریا ارتفاع دارد. بلندترین نقطه جزیره گزو تادبیگی (Ta'Dbiegi) است و بلندای آن از سطح دریا، ۱۹۰ متر می‌باشد.
خاک جزایر مالت معمولاً سنگلاخی و کم‌درخت است و در آن گیاه و سبزه کم می‌روید، اما خاک برخی از دره‌ها حاصلخیز است. تنها استثناء قابل توجه، جنگل‌های بوسکت (Buskett) در کرانه‌های جنوبی هستند که در دره‌ای پرآب و در میان شمار زیادی تخته‌سنگ قرار گرفته‌اند. در این جنگل‌ها درخت‌های صنوبر و پرتقال می‌روید.
آب‌وهوای مالت مدیترانه‌ای است، مالت زمستان‌های معتدل و بارانی و تابستان‌های گرم و خشک دارد.

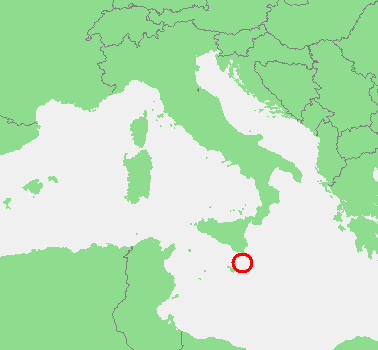
محل کشور
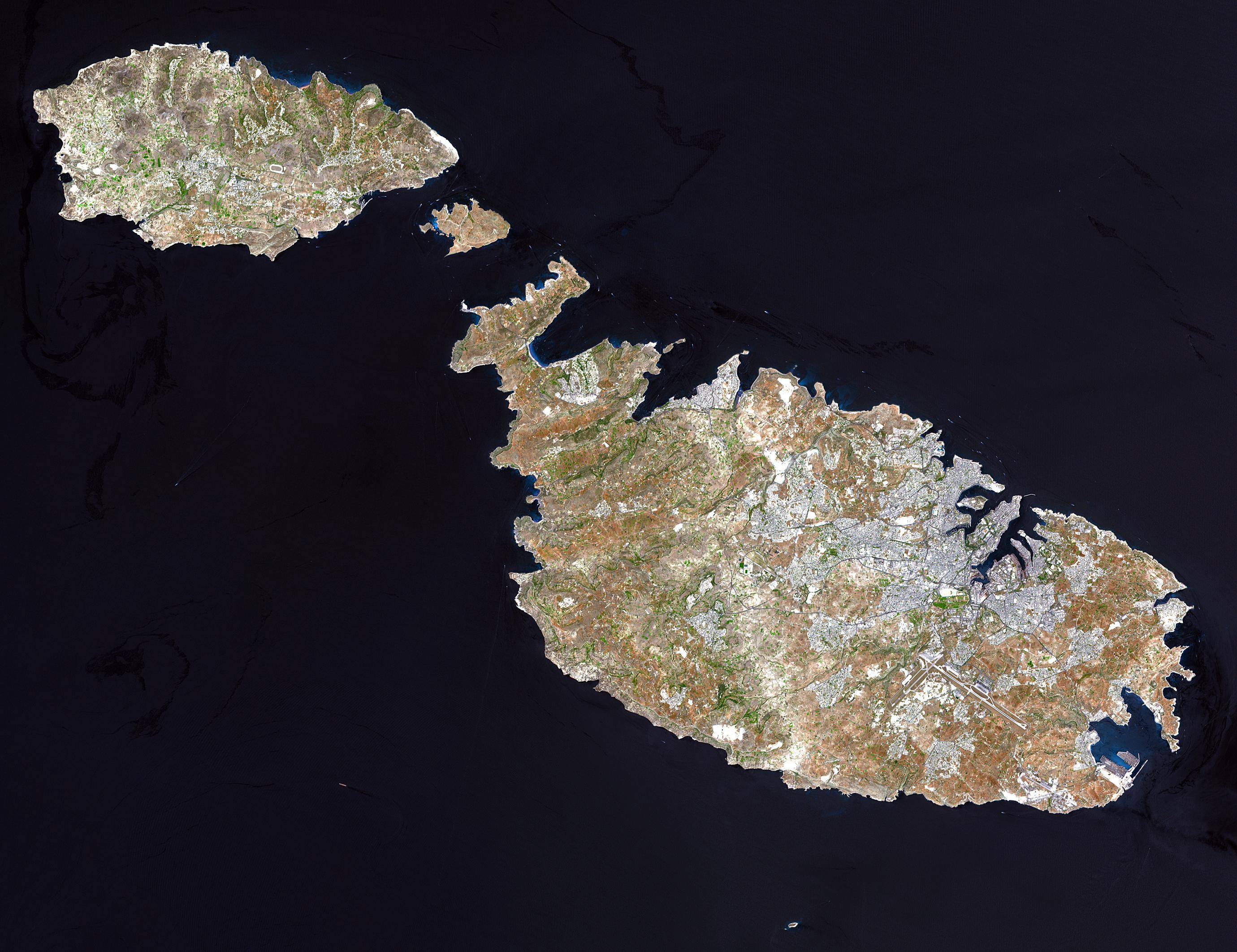
دید ماهواره‌ای
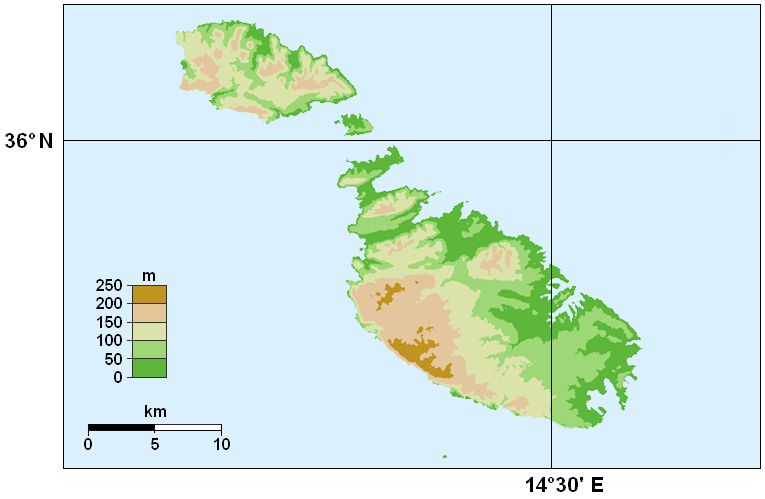
نقشه ناهمواری‌ها
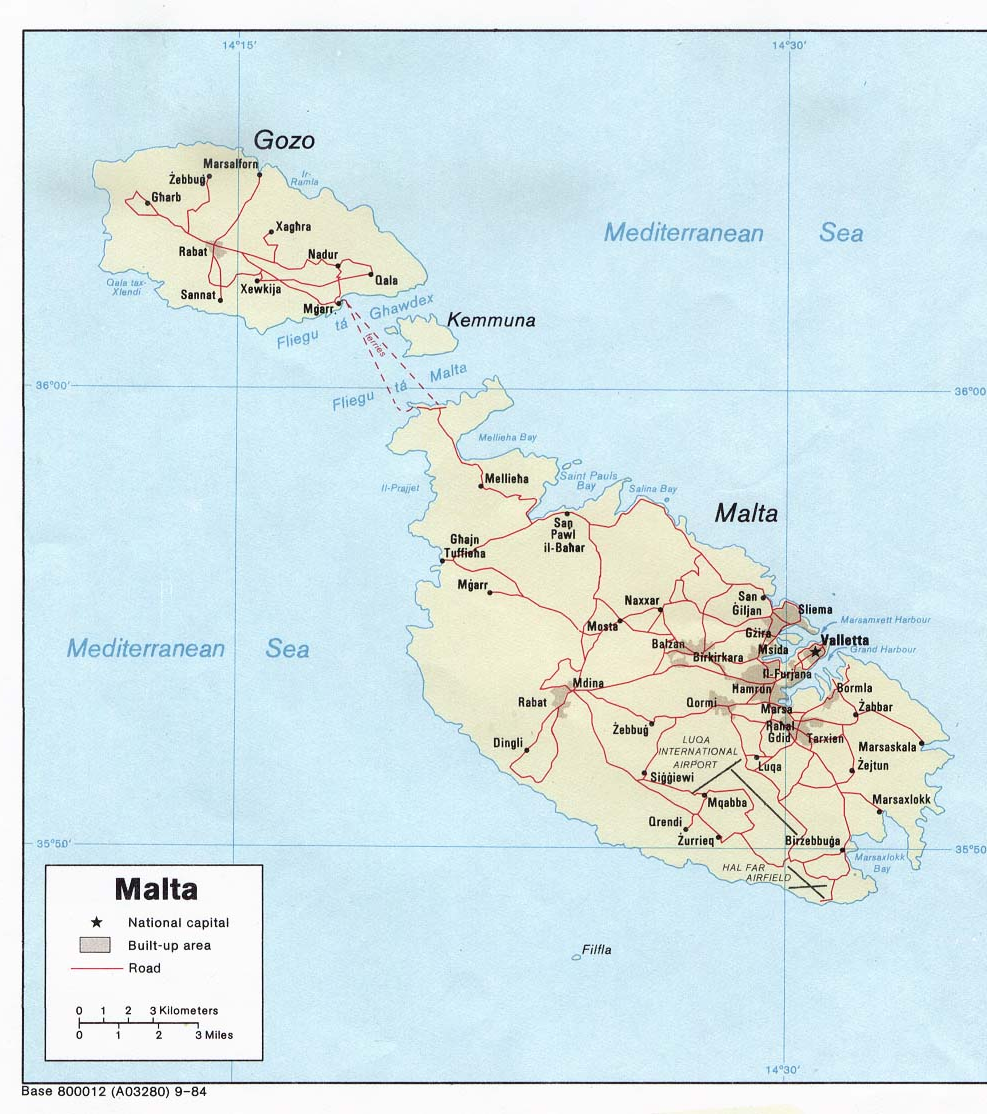
نقشه سیاسی

### تقسیمات کشوری
این کشور هم‌اکنون دارای ۵ منطقه می‌باشد که هر منطقه خود از چندین بخش تشکیل شده است. مناطق مالت اولین بار در سال ۱۹۹۳ با سه منطقه ایجاد شده اما در سال‌های تقسیمات کشوری مالت تغییر کرده و این سه منطقه به پنج منطقه افزایش یافتند.
مناطق پنج‌گانه مالت دارای شورایی بین ۱۰ تا ۱۴ عضو می‌باشد که هر شورا دارای یک رئیس و نائب رئیس می‌باشد.
| منطقه           | نقشه | مرکز            | بزرگ‌ترین شهر    | مساحت                               | جمعیت (۲۰۱۳) | تراکم جمعیت                                 | تأسیس |
| --------------- | ---- | --------------- | --------------- | ----------------------------------- | ------------ | ------------------------------------------- | ----- |
| منطقه مرکزی     |      | سان گوان        | بیرکیرکارا      | ۲۳٫۶ کیلومتر مربع (۹٫۱ مایل مربع)   | ۱۱۲٬۷۵۱      | ۴٬۸۰۰ بر کیلومتر مربع (۱۲٬۰۰۰ بر مایل مربع) | ۲۰۰۹  |
| منطقه گوزو      |      | ویکتوریا        | ویکتوریا        | ۶۸٫۷ کیلومتر مربع (۲۶٫۵ مایل مربع)  | ۳۷٬۲۸۸       | ۵۴۰ بر کیلومتر مربع (۱٬۴۰۰ بر مایل مربع)    | ۱۹۹۳  |
| منطقه شمالی     |      | سان پال ایلبهار | سان پال ایلبهار | ۱۱۲٫۹ کیلومتر مربع (۴۳٫۶ مایل مربع) | ۱۰۲٬۳۴۶      | ۹۱۰ بر کیلومتر مربع (۲٬۴۰۰ بر مایل مربع)    | ۲۰۰۹  |
| منطقه جنوب شرقی |      | ترزین           | زابار           | ۳۶٫۲ کیلومتر مربع (۱۴٫۰ مایل مربع)  | ۹۹٬۰۹۶       | ۲٬۷۰۰ بر کیلومتر مربع (۷٬۰۰۰ بر مایل مربع)  | ۲۰۰۹  |
| منطقه جنوبی     |      | کورمی           | کورمی           | ۷۸٫۹ کیلومتر مربع (۳۰٫۵ مایل مربع)  | ۹۴٬۵۲۶       | ۱٬۲۰۰ بر کیلومتر مربع (۳٬۱۰۰ بر مایل مربع)  | ۲۰۰۹  |

## سیاست

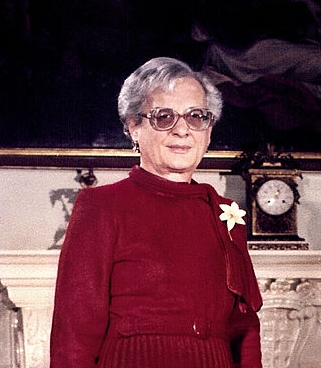
آگاتا باربارا سیاست‌مدار برجسته اهل مالت

حکومت مالت جمهوری و دارای یک مجلس قانونگذاری است که ۶۵ نماینده دارد. رئیس‌جمهور آن، جورج ویلیام ولا است. مالت عضو اتحادیهٔ اروپا و نیز از اعضای اتحادیه کشورهای همسود می‌باشد.
به دنبال قتل یک زن روزنامه‌نگار در جمهوری مالت توسط بمب‌گذاری خودروی او، پسر وی صریحاً نخست‌وزیر و اطرافیانش را متهم کرد. این زن وبلاگ‌نویس به نام دافنه کاروآنا گالیتسیا پیشتر موارد فسادهای عظیم دولتی را در ارتباط با رسوایی اوراق پاناما افشا کرده و حتی باعث شده بود که دولت مالت استعفا دهد و انتخابات پیش از موعد برگزار کند. با اینحال وی در آخرین پیام اینترنتی خود نوشته بود: «فساد همه جا را گرفته و هیچ امیدی باقی نمانده است».
در میان موارد متعدد فساد که دافنه کاروآنا گالیتسیا در بارهٔ آنها تحقیق کرده بود، پروندهٔ مربوط به همسر نخست‌وزیر و روابطش با دولت جمهوری آذربایجان جنجال بزرگی به پا کرد. خانم میشل موسکا، همسر نخست‌وزیر متهم است که از باکو رشوه گرفته شده و این پول‌ها را به حساب بانکی پنهانی خود در پاناما ریخته است. مالت به عنوان یکی از «مراکز پولشویی مافیا» شهرت دارد. جنایات شبیه به قتل دافنه کاروآنا گالیتسیا در جمهوری مالت فراوان دیده می‌شود.

## اقتصاد

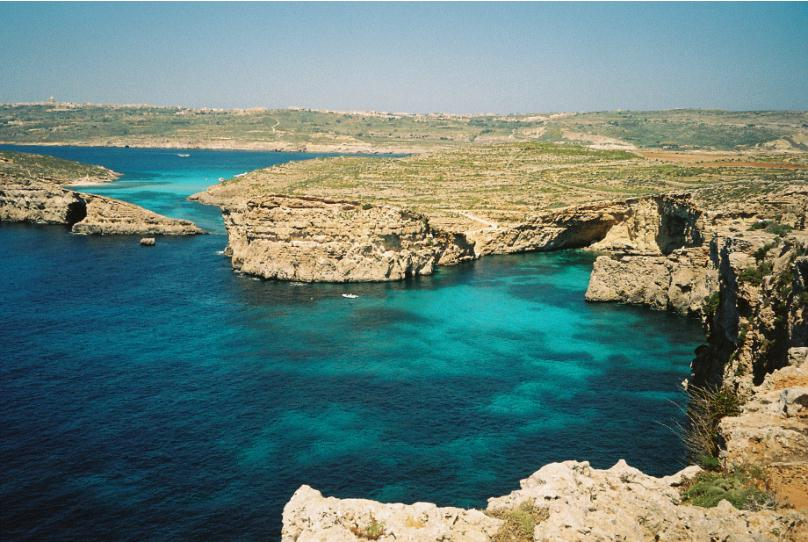
تالاب آبی در جزیره کومینو.

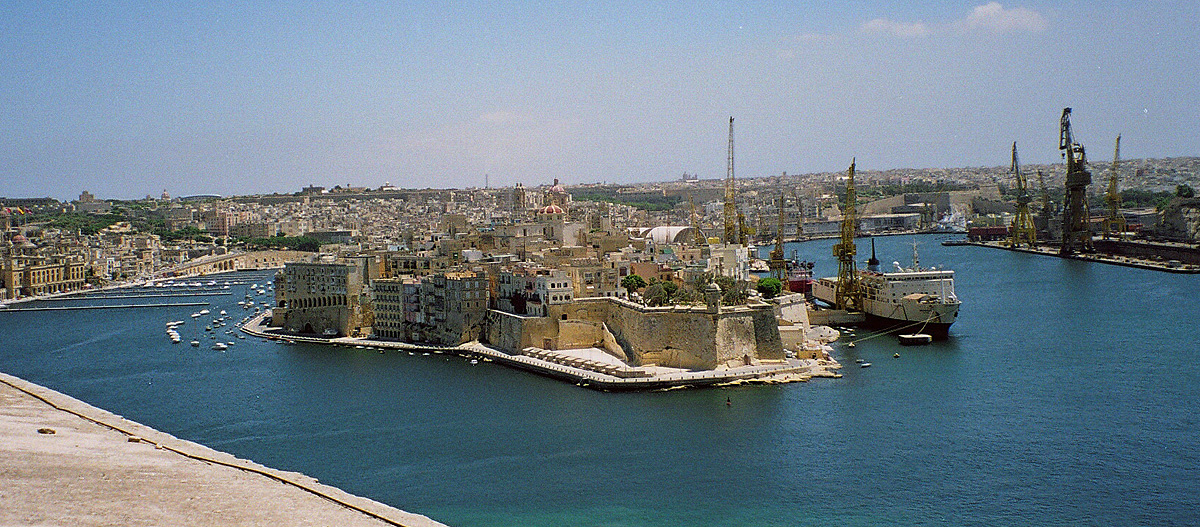
بندرگاه والتا.

اقتصاد این کشور وابسته به بازرگانی بین‌المللی، تولیدات (پارچه، میوه و سبزی، فراورده‌های دامی)، صنایع کشتی‌سازی و لوازم الکترونیکی و جهانگردی است. واردات این کشور بیشتر شامل مواد غذایی، نفت، خودرو و کالاهای مصرفی است. معادن سنگ آهک بیشترین درصد منابع طبیعی این کشور را شامل می‌شود. کشور مالت منابع انرژی طبیعی ندارد، اما در برابر آن دارای نیروی تولید فعال است. مالت مشکل کمبود آب دارد و تولیدکنندگان صنایع غذایی مالت، تنها پاسخگوی ۲۰٪ نیاز غذایی کشور هستند.
یکی از راه‌های جذب سرمایه‌های خارجی در سال‌های اخیر در کشور مالت فروش املاک در این جزایر می‌باشد که آن را به تفریحگاه مردم سایر کشورها تبدیل نموده است. واحد پول کشور مالت در سال ۲۰۰۸ بعد از حدود ۳ سال عضویت در اتحادیه اروپا به یورو تغییر پیدا نمود.

## گردشگری
مالت دارای جاذبه‌های گردشگری طبیعی به ویژه در سواحل و کرانه‌هاست و امروزه مهمانخانههای مجهزی در همهٔ جزایر مالت ساخته شده‌اند. بسیاری از مردم مالت به مسافرتهای خارجی می‌روند، هرچند که مالت بیشتر واردکنندهٔ صنعت جهانگردی است. نسبت جهانگردان مالتی به جهانگردان خارجی که به این کشور سفر می‌کنند، در حال کاهش است.
این جزیره تاکنون میزبان فیلم‌ها و نام‌های بزرگی بوده که هر یک به نوبه خود بر صنعت گردشگری این جزیره تأثیرگذار بوده‌اند. مالت از سال ۱۹۲۵ به عنوان مکانی برای فیلمسازی مورد توجه قرار گرفت و «کنار دریا» سومین فیلمی بود که برد پیت برای ساخت آن راهی مالت شد. او پیش از این برای «تروی» و «جنگ جهانی زد» نیز در مالت جلوی دوربین رفته بود. «گلادیاتور»، «کاپیتان فیلیپس» و فصل اول «بازی تاج و تخت» در مالت ساخته شده‌اند.

## مردم
پیشینهٔ مردم مالت از تبار سامی (آمیزه‌ای از فنیقی‌ها و کارتاژی‌ها) است و با اعراب خویشاوندی نزدیک دارند. اقلیت‌هایی از ایتالیایی‌ها، سیسیلی‌ها و اعراب نیز در این کشور زندگی می‌کنند.
دو زبان مالتی و انگلیسی زبان‌های رسمی کشور هستند. زبان مالتی از خانواده زبان‌های آفریقایی-آسیایی و از شاخه زبان‌های سامی است و با زبان عربی خویشاوندی دارد، هرچند که وام‌واژههای بسیاری از گویش‌های ایتالیایی به ویژه سیسیلی (و به تازگی از انگلیسی) وارد این زبان شده‌اند. زبان مالتی با خط لاتین نوشته می‌شود.
۹۸٪ مردم مالت پیرو آئین مسیحیت کاتولیک هستند.

## فرهنگ
فرهنگ و سنت‌های مالت آمیزه‌ای از سنت‌های فنیقی و کارتاژی، ایتالیایی، اسپانیایی، عربی و انگلیسی است. از تأثیرات فرهنگ اسپانیایی، می‌توان به وجود گیتار در موسیقی محلی مالت و ایوان‌های چوبی برگرفته از معماری سنتی اسپانیا اشاره کرد. همچنین واژه‌هایی از زبان اسپانیایی در گویش کنونی آن‌ها به چشم می‌خورد. جشن‌های محلی مالت، به ویژه جشن‌های عروسی و کریسمس، شباهت بسیاری به جشن‌های مردم شمال ایتالیا دارد.

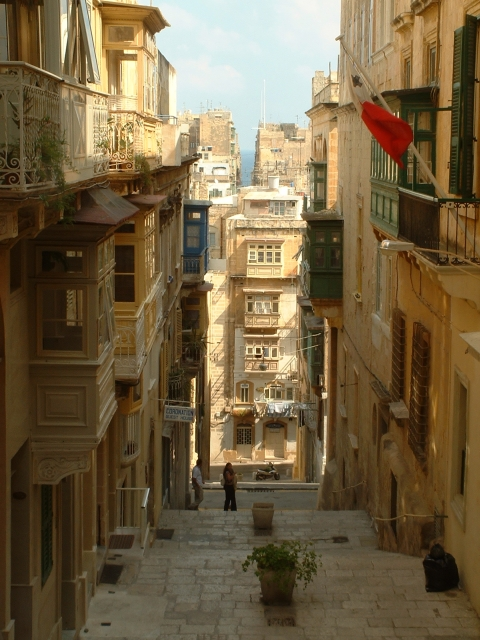
ایوانهای چوبی خانه‌های والتا، برگرفته از معماری اسپانیا.

در مالت مذهب کاتولیک نفوذ زیادی دارد و مالت تنها کشور اتحادیه اروپاست که سقط جنین در آن تابو، ممنوع و غیرقانونی است، حتی اگر بارداری سلامت مادر را به خطر بیندازد یا اینکه اینکه حاملگی بر اثر تجاوز جنسی باشد. در این کشور بحث عمومی دربارهٔ سقط جنین هم با چالش روبه‌روست.
از سویی دیگر، پارلمان مالت در ژوئیه ۲۰۱۷ موافقت خود را با ازدواج زوج‌های همجنس در این جزیره کاتولیک اعلام کرد. سه سال پیش از آن پارلمان این کشور پیوند مدنی میان همجنس‌گرایان را قانونی اعلام کرده بود. مالت پانزدهمین کشوری بود که ازدواج همجنس‌گرایان در آن قانونی می‌شود.

### موسیقی
در حالی که امروزه موسیقی مالت عمدتاً غربی است، موسیقی سنتی مالت شامل آنچه معروف به قانا است می‌شود. هدف شعرهایی که بداهه هستند، ایجاد فضایی دوستانه و در عین حال چالش‌برانگیز است و چندین سال تمرین طول می‌کشد تا بتوان ویژگی‌های هنری مورد نیاز و توانایی بحث و گفتگو را به خوبی ترکیب کرد.

### ادبیات
ادبیات ثبت شده مالتی بیش از ۲۰۰ سال قدمت دارد. با این حال، یک تصنیف عاشقانه اخیراً کشف شده گواه فعالیت ادبی به زبان محلی از دوره قرون وسطی است. مالت از یک سنت ادبی رمانتیک پیروی می‌کرد و در آثار دان کارم سایلا، شاعر ملی مالت به اوج خود رسید.

### آشپزی
آشپزی مالتی تأثیرات بسیار زیادی از آشپزی سیسلیایی، ایتالیایی و همچنین انگلیسی، اسپانیایی و مغربی نشان می‌دهد. غذا از نظر تاریخی در ایجاد هویت ملی به ویژه فنکاتای سنتی مهم بوده است.
در مالت صنعت شراب سازی بسیار قوی ای وجود دارد و برای درست کردن این شراب‌ها معمولاً از انگورهای بومی مانند گیرجنتینا و جلزا استفاده می‌شود.

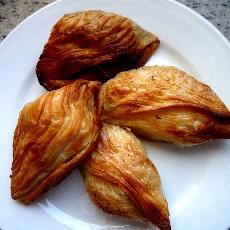
پاستیزی، خوراک معروف مالتی